# C/1996 Q1 Tabur
C/1996 Q1 (Tabur) è una cometa non periodica scoperta il 19 agosto 1996 dall'astrofilo australiano Vello Tabur. Già pochi giorni dopo la scoperta l'astrofilo tedesco Jost Jahn notava la somiglianza con l'orbita della cometa C/1988 A1 Liller. Dopo aver raggiunto una luminosità al limite della visibilità ad occhio nudo a fine settembre - inizio ottobre la cometa ha cominciato a perdere rapidamente luminosità.

## Famiglia di appartenenza
Gli elementi orbitali di questa cometa sono alquanto simili a quelli delle comete C/1988 A1 Liller, C/2015 F3 SWAN, C/2019 Y1 ATLAS e C/2023 V5 Leonard: questa somiglianza ha fatto ipotizzare che abbiano tutte un'origine comune, la frammentazione, forse avvenuta oltre 3.000 anni fa, di una preesistente cometa e che altre comete con orbite similari possano essere scoperte nei prossimi anni.
| Cometa                         | C/1988 A1 Liller          | C/1996 Q1 Tabur               | C/2015 F3 SWAN             | C/2019 Y1 ATLAS            | C/2023 V5 Leonard           |
| Epoca degli elementi orbitali  | 20 marzo 1988 (2447240,5) | 17 settembre 1996 (2450343,5) | 15 aprile 2015 (2457127,5) | 13 aprile 2020 (2458921,5) | 7 novembre 2023 (2460255,5) |
| Nodo ascendente                | 31,515°                   | 31,402°                       | 31,640°                    | 31,366°                    | 31,501°                     |
| Argomento del perielio         | 57,388°                   | 57,405°                       | 57,566°                    | 57,498°                    | 56,817°                     |
| Distanza perielica in UA       | 0,841                     | 0,840                         | 0,834                      | 0,838                      | 0,847                       |
| Inclinazione                   | 73,322°                   | 73,359°                       | 73,387°                    | 73,348°                    | 73,674°                     |
| Eccentricità                   | 0,996565                  | 0,998942                      | 0,99640                    | 0,99651                    | 1,01385                     |
| Semiasse maggiore in UA        | 244,930                   | 794,119                       | 231,780                    | 240,0                      | -                           |
| Periodo di rivoluzione in anni | ≈ 3.830                   | 22.378,79                     | 3.528,76                   | ≈ 3.719                    | -                           |

Tutti gli elementi orbitali sono stati arrotondati all'ultima cifra decimale   .